# Vilariès
Vilariès (francès Villariès) és un municipi francès situat al departament de l'Alta Garona i a la regió d'Occitània.

## Monuments

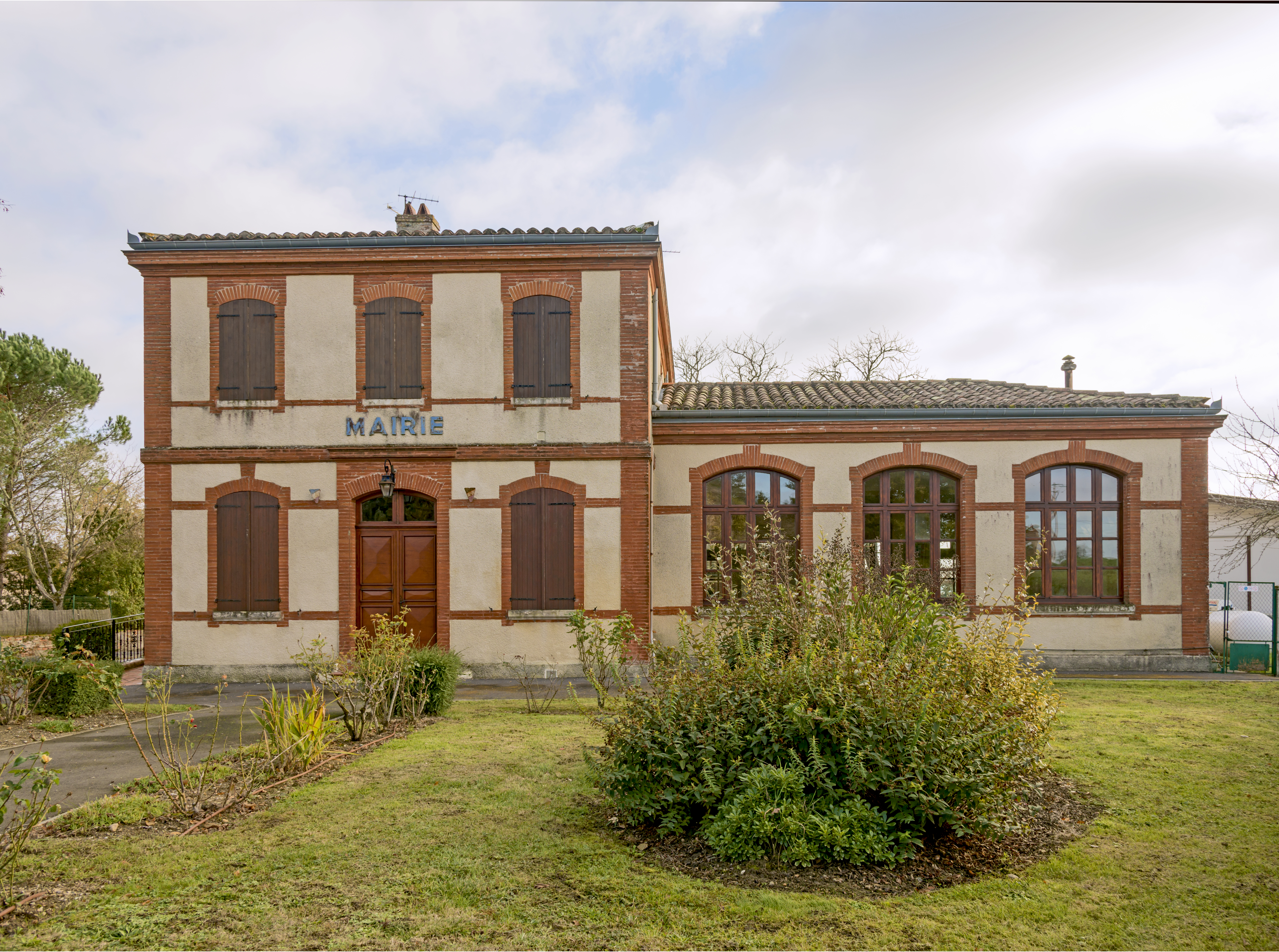
L'ajuntament.
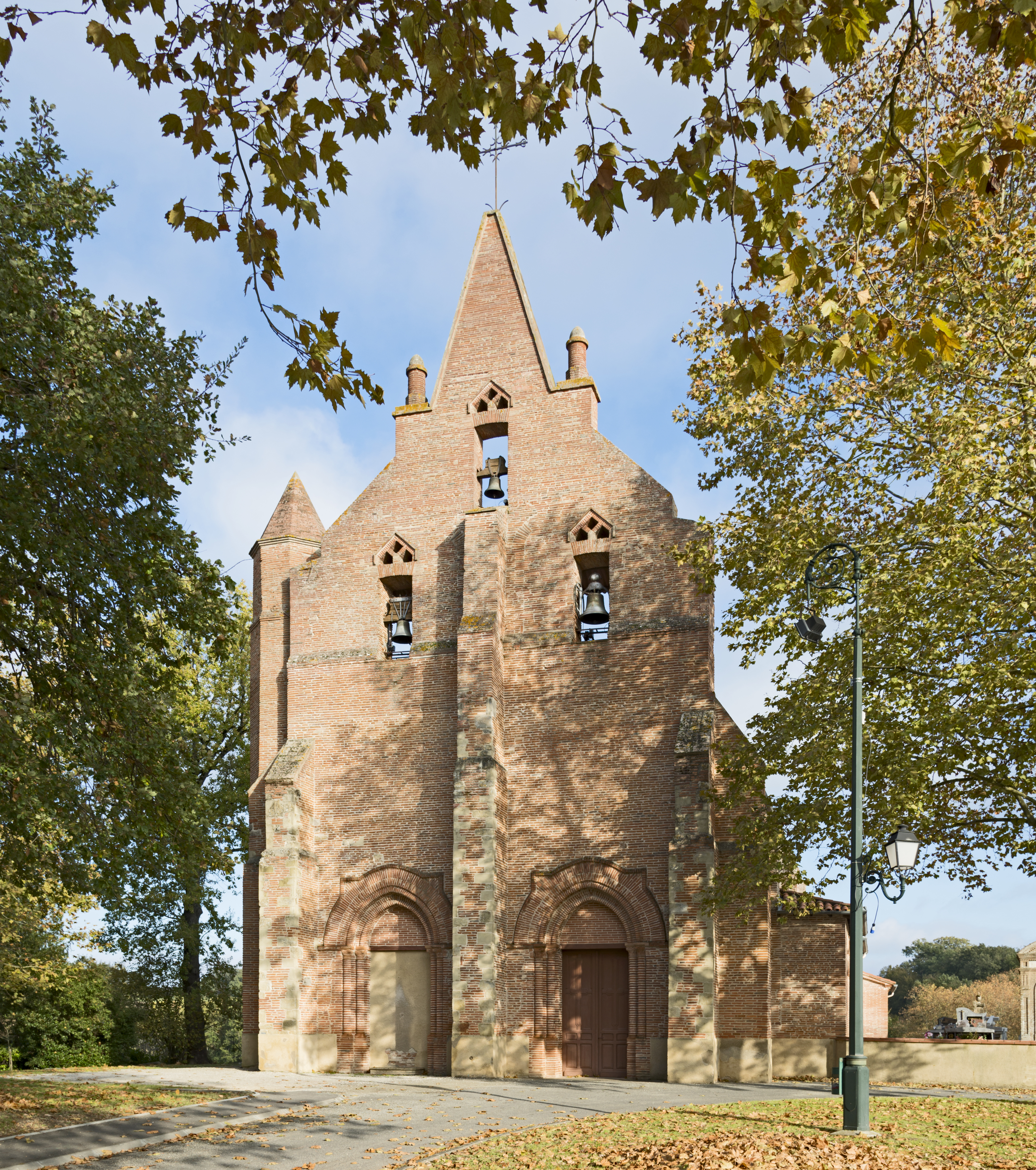
L'església.